# Letina
Letina (madžarsko Letenye) je mesto na Madžarskem, ki upravno spada v podregijo Letina Županije Zala.